# Stichting NephcEurope
Stichting NephcEurope is een patiëntenorganisatie, die zich ten doel stelt de samenwerking te bevorderen tussen ouders en patiënten enerzijds en medisch specialisten, farmaceutische bedrijven, wetenschappelijke onderzoekers en andere betrokkenen, ‘teneinde de behandelmethoden, de kwaliteit van leven en de vooruitzichten op lange termijn van al diegenen die worden getroffen door de verschillende vormen van het nefrotisch syndroom te verbeteren’. De stichting heeft haar werkterrein primair in Nederland maar beseft dat op grond van de zeer lage incidentie en prevalentie samenwerking met Europese partijen en zusterorganisaties noodzakelijk is. De Europese oriëntatie ten behoeve van de Nederlandse patiënten en hun familie komt mede in de activiteiten van de stichting tot uitdrukking.

## Ontstaan en geschiedenis
Sinds januari 2006 is mevrouw van Meel betrokken geweest bij de opzet van een internationaal consortium, hetgeen in januari 2010 leidde tot de oprichting tot deze stichting.

## Doelstelling van de vereniging
Naast het geven van voorlichting en het behartigen van de belangen van ouders en patiënten, houdt Stichting NephcEurope zich bezig met het inzamelen van fondsen ten behoeve van (medisch) wetenschappelijk onderzoek naar de oorzaken van en naar (nieuwe) behandelmethoden voor het Nefrotisch Syndroom. De Stichting beschikt over een uitgebreid internationaal netwerk van medici en wetenschappelijke onderzoekers die zich hebben toegelegd op het onderzoek en de behandeling van patiënten met deze aandoening.